# Jütrichau

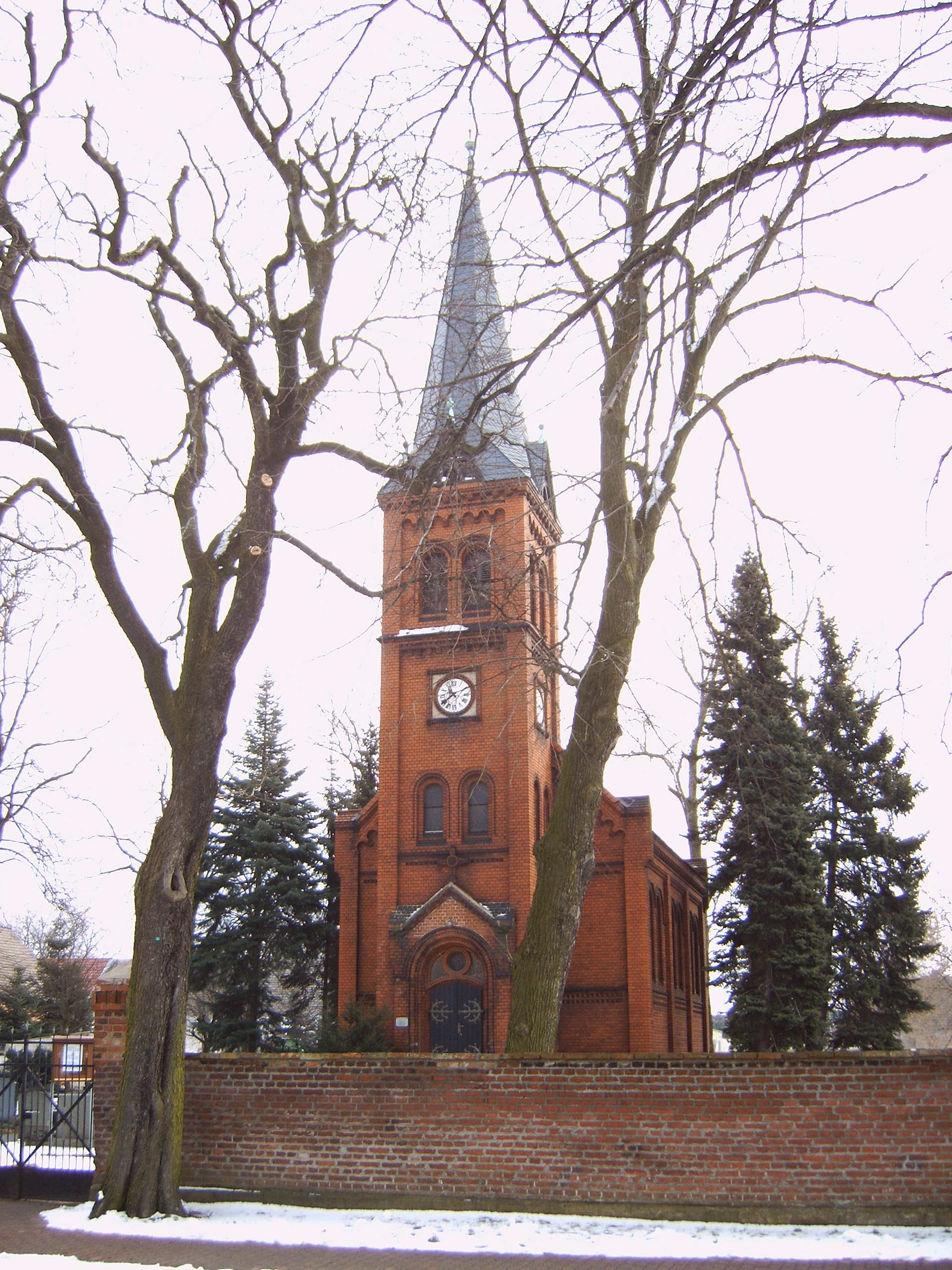

Jütrichau este o comună din landul Saxonia-Anhalt, Germania.